# Athripsodes mandana
Athripsodes mandana är en nattsländeart som först beskrevs av Martin E. Mosely 1939.  Athripsodes mandana ingår i släktet Athripsodes och familjen långhornssländor. Inga underarter finns listade i Catalogue of Life.